# Леона (Техас)
Леона (англ. Leona) — місто (англ. city) в США, в окрузі Леон штату Техас. Населення — 151 особа (2020).

## Географія
Леона розташована за координатами 31°9′13″ пн. ш. 95°58′34″ зх. д. / 31.15361° пн. ш. 95.97611° зх. д. (31.153708, -95.975988).  За даними Бюро перепису населення США в 2010 році місто мало площу 5,76 км², уся площа — суходіл.

## Демографія
Згідно з переписом 2010 року, у місті мешкало 175 осіб у 66 домогосподарствах у складі 47 родин. Густота населення становила 30 осіб/км².  Було 96 помешкань (17/км²).
Расовий склад населення:
| - 91,4 % — білих - 5,1 % — чорних або афроамериканців - 1,1 % — азіатів - 2,3 % — осіб інших рас |

До двох чи більше рас належало 0,0 %. Частка іспаномовних становила 6,3 % від усіх жителів.
За віковим діапазоном населення розподілялося таким чином: 27,4 % — особи молодші 18 років, 56,6 % — особи у віці 18—64 років, 16,0 % — особи у віці 65 років та старші. Медіана віку мешканця становила 40,8 року. На 100 осіб жіночої статі у місті припадало 108,3 чоловіків;  на 100 жінок у віці від 18 років та старших — 111,7 чоловіків також старших 18 років.
Середній дохід на одне домашнє господарство  становив 88 458 доларів США (медіана — 77 500), а середній дохід на одну сім'ю — 91 970 доларів (медіана — 89 583). За межею бідності перебувало 15,0 % осіб, у тому числі 23,4 % дітей у віці до 18 років та 0,0 % осіб у віці 65 років та старших.
Цивільне працевлаштоване населення становило 80 осіб. Основні галузі зайнятості: роздрібна торгівля — 20,0 %, будівництво — 15,0 %, публічна адміністрація — 13,8 %.